# Пругасти шакал
Пругасти шакал (лат. Canis adustus) је сисар из реда звери (лат. Carnivora) и породице паса (лат. Canidae).

## Распрострањење
Ареал пругастог шакала обухвата већи број држава. Врста настањује Зимбабве, Судан, Мали, Нигер, Нигерију, Камерун, Етиопију, Сомалију, Замбију, Јужноафричку Републику, Анголу, Кенију, Танзанију, Боцвану, Буркину Фасо, Бурунди, Централноафричку Републику, ДР Конго, Габон, Гану, Малави, Мозамбик, Намибију, Руанду, Сенегал, Сијера Леоне, Свазиленд, Того и Уганду.

## Станиште
Станишта пругастог шакала су шуме, саване и травна вегетација.

## Угроженост
Ова врста је наведена као последња брига, јер има широко распрострањење и честа је врста.